# Carlo Grassi
Carlo Grassi (né à Bologne en Émilie-Romagne, Italie en 1519 et mort à Rome le 25 mars 1571) est un cardinal italien du XVIe siècle.

## Biographie
Carlo Grassi étudie à l'université de Bologne. En 1555 il est élu évêque de Montefiascone et Corneto. Grassi est abbé commendataire de Santa Maria in Cosmedin à Ravenne. Il est nommé gouverneur de Rome en 1559, gouverneur d'Ombrie et Pérouse en 1560 et vice-légat à Camerino en 1561. Il participe au concile de Trente en 1561-1563. Il est gouverneur de Viterbe et du patrimoine de Saint-Pierre, clerc à la chambre apostolique, préfet des Annona et vice-camerlingue de la Sainte Église en 1569-1570.
Le pape Pie V le crée cardinal lors du consistoire du 17 mai 1570.